# Anne de Wurtemberg
 Anne de  Wurtemberg (en polonais: Anna Wirtemberska, née à Stuttgart le 12 juin 1561, morte à Chojnów le 7 juillet 1616), est une princesse allemande qui règne comme douairière sur le duché de Chojnów (allemand: Hainau) en Silésie de 1594 à sa mort.

## Biographie
Anne de Wurtemberg est la fille de Christophe de Wurtemberg et de son épouse Anne-Marie, fille du margrave Georges de Brandebourg-Ansbach. Le 16 septembre 1582, elle épouse à Brzeg Jean-Georges d'Oława († 6 juillet 1592). Ils ont deux enfants qui meurent jeunes : Georges-Christophe († 10 mai 1584) et Barbara († 16 avril 1586). Devenue veuve, le 24 octobre 1594, elle épouse en secondes noces Frédéric IV de Legnica ( † 6 avril 1596) mais ils n'ont pas d'enfant. Après la mort de son second époux, elle reçoit comme douaire ou Oprawa wdowia pour son veuvage la cité et le duché de Chojnów (en allemand Hainau) où elle règne jusqu'à sa mort.

## Sources
- (en) & (de) Peter Truhart, Regents of Nations, K. G Saur Münich, 1984-1988  (ISBN 359810491X), Art. « Lüben, Hainau, Ohlau », p.  2452.
- (de) Europäische Stammtafeln Vittorio Klostermann, Gmbh, Francfort-sur-le-Main, 2004  (ISBN 3465032926),  Die Herzoge von Schlesien, in Liegnitz 1352-1596, und in Brieg 1532-1586 des Stammes der Piasten  Volume III Tafel 10.